# Book of Shadows: Blair Witch 2
Book of Shadows: Blair Witch 2 is een Amerikaans thriller-horrorfilm uit 2000 onder regie van Joe Berlinger . De productie is het vervolg op The Blair Witch Project uit 1999.

## Acteurs
| Acteur                | Personage           |
| --------------------- | ------------------- |
| Kim Director          | Kim Diamond         |
| Jeffrey Donovan       | Jeffrey Patterson   |
| Erica Leerhsen        | Erica Geerson       |
| Tristine Skyler       | Tristen Ryler       |
| Stephen Barker Turner | Stephen Ryan Parker |
| Kurt Loder            | zichzelf            |
| Chuck Scarborough     | zichzelf            |
| Lanny Flaherty        | sheriff Cravens     |